# Gelidiales
Ordre
L'ordre des Gelidiales est un ordre d'algues rouges de la sous-classe des Rhodymeniophycidae, dans la classe des Florideophyceae. 

## Liste des familles
Selon AlgaeBase (1 août 2012) et World Register of Marine Species (1 août 2012) :
- famille des Gelidiaceae Kützing
- famille des Gelidiellaceae Fan
- famille des Pterocladiaceae G.P.Felicini & C.Perrone

Selon Catalogue of Life (1 août 2012) :
- famille des Gelidiaceae
- famille des Gelidiellaceae
- non assignés à une famille

Selon ITIS (1 août 2012) :
- famille des Gelidiaceae
- famille des Gelidiellaceae

Selon NCBI (1 août 2012) :
- genre Aphanta
- famille des Gelidiaceae
  - genre Acanthopeltis
  - genre Beckerella
  - genre Capreolia
  - genre Gelidiella
  - genre Gelidium
  - genre Onikusa
  - genre Parviphycus
  - genre Pterocladia
  - genre Pterocladiella
  - genre Ptilophora
  - genre Suhria
  - genre Yatabella